# Paučina
 Ovo je glavno značenje pojma Paučina. Za druga značenja pogledajte Paučina (razdvojba).
Paučina je vrsta vlakna koje proizvode pauci kako bi uhvatiti kukce. Paučina posjeduje izvrsnu snagu i fleksibilnost, može se rastegnuti do dva puta po dužini, bez pucanja. Svaki pauk proizvodi nekoliko vrsta vlakana koja se rabe na različite načine.
Niti paučine sastoje se ugl. od polimerizirane bjelančevine fibroina (kao i prirodna svila) i vrlo su čvrste (čvršće od kevlara i čelika iste mase). Neke vrste pauka ispredaju mrežu s pomoću dlakavoga rešetkastoga polja (cribelum) na kojem se otvaraju predive žlijezde, a niti raspoređuju s pomoću češljića (calamistrum) smještenog na zadnjem paru nogu. Tipična paukova mreža sastoji se od radijalnih i obodnih niti te jedne spiralne, u koju upada plijen. Nakon nekoliko dana kapljice ljepila na mreži prestaju biti ljepljive, pa pauk mrežu reciklira, jedući ju i izrađujući novu. Najveće mreže pletu pauci roda Nephile, rašireni po tropskoj Africi, jugoistočnoj Aziji i Madagaskaru. Promjer njihovih mreža doseže i do 8 m.

## Vanjske poveznice
- Movies and animation on web building in Araneus diadematus — University of Basil